# Institute of Modern Russia
Het Institute of Modern Russia (IMR) is een politieke denktank gevestigd in New York. Het instituut werd in februari 2010 opgericht door mensenrechtenexperts en experts op het gebied van de internationale betrekkingen tussen de Verenigde Staten en Rusland.
De voorzitter van het IMR is Pavel Chodorkovski, de zoon van de Russische ondernemer en filantroop Michail Chodorkovski.